# Turkvision Song Contest 2020
La quarta edizione del Turkvision Song Contest si è svolta il 20 dicembre 2020 ad Istanbul in Turchia, organizzato dall'emittente musicale Turkish Music Box Television. Si tratta della prima edizione disputatosi dopo cinque anni dall'edizione precedente, oltre ad essere la prima ad essere organizzata e trasmessa via online a causa della pandemia di COVID-19 del 2019-2021.
Il concorso si è articolato in un'unica finale condotta da Esra Balamir, Nermin Barıs e Refik Sarıöz, ed è stato trasmesso in più di 20 paesi, oltre ad essere stata disponibile in diretta sul sito streaming YouTube.
In questa edizione, oltre ad alcuni debutti di nazioni (Moldavia e Polonia) e di regioni geografiche (Olbast' di Tjumen'), per la prima volta nella storia del concorso hanno partecipato anche dei gruppi etnici rispettivamente: i Nogai, i Turcomanni iracheni e gli Uiguri kazaki.
La vincitrice è stata Natalie Papazoglu per l'Ucraina con il brano Tikenli yol.

## Organizzazione
La quarta edizione del concorso è stata inizialmente pianificata per il 2016, e si sarebbe svolta presso il Yahya Kemal Beyatli Cultural Centre ad Istanbul, ma è stato cancellato per ragioni di sicurezza nazionale a causa dell'esplosione di un ordigno davanti ad un commissariato all'interno della città.
Nel febbraio 2017, il Ministero della Cultura e dello Sport del Kazakistan, ha annunciato che il concorso sarebbe tornato nel medesimo anno, annunciando inoltre il Sarjarka Velodrome di Astana come sede dell'evento e che avrebbe coinciso con altri eventi che si erano svolti nella città come parte dell'Expo 2017. Tuttavia il 20 ottobre 2017, due mesi dopo la data originariamente pianificata, viene annunciata per il secondo anno consecutivo la cancellazione dell'evento.
Dopo alcuni anni di riorganizzaione senza successo, il 17 ottobre 2020 l'emittente musicale Turkish Music Box Television (TMB TV) ha confermato l'organizzazione del concorso nuovamente ad Istanbul, annunciando inoltre che a causa della pandemia di COVID-19 del 2019-2021 l'evento si sarebbe tenuto completamente da remoto e trasmesso online.

### Esibizioni pre-registrate
L'emittente Turkish Music Box Television ha annunciato che questa sarebbe stata la prima edizione del concorso che si sarebbe tenuta a distanza, con ogni artista che si esibisce da uno studio televisivo direttamente dal proprio paese di origine.
Inoltre ad ogni partecipante, è stato chiesto di presentare la sua esibizione pre-registrata all'emittente entro il 15 novembre 2020.

### Sistema di voto
La giuria è stata composta da una persona proveniente dal paese, regione e gruppo etnico partecipante, selezionati dai capi delegazione nazionale. Ogni giurato, in collegamento satellitare, ha potuto assegnare ad ogni canzone un punteggio da 0 a 10 punti, la canzone che ha ricevuto il maggior numero di punti sarebbe stata proclamata vincitrice.
I tre artisti che si sono classificati sul podio, inoltre, hanno ricevuto dei premi in denaro, con il vincitore che ha ricevuto inoltre un invito diretto per l'edizione 2021 e l'opportunità di registrare un video musicale del brano vincitore.
È stato inoltre assegnato un premio di simpatia del pubblico per la cover del brano popolare Sari Gelin, l'esibizione che ha ricevuto il maggior numero di voti sui social media è stata quella eseguita da Vol'ha Šimanskaja, in rappresentanza dell'Oblast' di Mosca.

#### Giuria
La giuria è stata composta da:
- Albania – Avni Qahili
- Azerbaigian – Kenan Çelik
- Baschiria – Aigul Akhmadeeva
- Bielorussia – Gunesh (Rappresentante dello Stato al Turkvision Song Contest 2013)
- Bosnia ed Erzegovina – Ahmed Švrakić
- Chakassia – German Tanbaev
- Cipro del Nord – Ertan Birinci
- Gagauzia – Petr Petkovic
- Germania – Volkan Gucer
- Kazakistan – Marat Omarov
- Kirghizistan – Gulnur Satylganova
- Macedonia del Nord – Erhan Hasip
- Moldavia – Ivan Kain
- Oblast' di Mosca – Leuš Ljubič
- Oblast' di Tjumen' – Kabirov Mansur Mannurovič
- Nogai – Ajna Čerkesova
- Polonia – Dawid Szwajcowski
- Romania – Cengiz Erhan Kutluakay (Rappresentante dello Stato al Turkvision Song Contest 2013 e 2014)
- Sacha-Jacuzia – Čiskyjraj
- Serbia – Denis Mavrić
- Tatarstan – Damir Davletshin
- Turchia – Selim Gülgören
- Tuva –
- Ucraina – Nadzeja Malenkova
- Uiguri Kazaki – Polat Izimov
- Turcomanni Iracheni – Ahmet Tuzlu (Rappresentante dell'Iraq al Turkvision Song Contest 2013 e 2014)

## Finale
Paesi/Regioni/Gruppi etnici partecipanti
     Stati/Regioni/Gruppi etnici che hanno partecipato in passato ma non nel 2020

Paesi/Regioni/Gruppi etnici partecipanti
Stati/Regioni/Gruppi etnici che hanno partecipato in passato ma non nel 2020

La finale si è svolta il 20 dicembre 2020 alle 14:00 CET; vi hanno gareggiato 26 tra paesi, regioni e gruppi etnici.
Negli Interval Acts si sono esibiti: Natali Deniz che ha cantato Sarmaş bana ed un video montaggio con alcuni degli artisti partecipanti che hanno cantato il brano popolare Sari Gelin.
| N° | Stato                | Artista               | Brano                 | Lingua          | Punti | Posizione |
| -- | -------------------- | --------------------- | --------------------- | --------------- | ----- | --------- |
| 1  | Albania              | Rovena Stefa          | Perseri               | Albanese, turco | 171   | 19        |
| 2  | Nogai                | Žanna Musaeva         | Munaima               | Nogai           | 159   | 24        |
| 3  | Baschiria            | Zilija Bachtieva      | Chalkyma              | Baschiro        | 174   | 17        |
| 4  | Bosnia ed Erzegovina | Armin Muzaferija      | Džehva                | Bosniaco        | 194   | 3         |
| 5  | Cipro del Nord       | Çağıl İşgüzar         | Acitir hep hayallerim | Turco           | 171   | 21        |
| 6  | Macedonia del Nord   | Cengiz Sipahi         | Kal yanimda           | Turco           | 171   | 20        |
| 7  | Tuva                 | Ooržak Omak Çopanoviç | Bajla la Talgam       | Tuvano          | 176   | 15        |
| 8  | Azerbaigian          | Aydan İlxaszade       | Can Can Qardaş Can    | Azero           | 193   | 5         |
| 9  | Polonia              | Mishelle              | Doğma yerlər          | Azero           | 172   | 18        |
| 10 | Tatarstan            | Dilija Ahmetšina      | Gafu it, avylym       | Tataro          | 191   | 6         |
| 11 | Germania             | Seyran Ismayilkhanov  | Odun                  | Turco           | 190   | 8         |
| 12 | Turcomanni Iracheni  | Sarmad Mahmood        | Kelebek               | Turcomanno      | 150   | 26        |
| 13 | Gagauzia             | Yulia Arnaut          | Kemençä               | Gagauzo         | 185   | 10        |
| 14 | Chakassia            | Dar'ja Tačeeva        | Ot čaljnda            | Chakasso        | 181   | 11        |
| 15 | Ucraina              | Natalie Papazoglu     | Tikenli yol           | Gagauzo         | 226   | 1         |
| 16 | Serbia               | Haris Skarep          | Doživotno osuđen      | Bosniaco        | 178   | 13        |
| 17 | Kirghizistan         | Ajganyš Abdieva       | Jupiter               | Kirghiso        | 176   | 16        |
| 18 | Bielorussia          | Svetlana Agarval      | Məni anla             | Azero           | 166   | 23        |
| 19 | Oblast' di Mosca     | Vol'ha Šimanskaja     | Hadi Gel              | Turco           | 186   | 9         |
| 20 | Romania              | Sunai Giolacai        | Niye                  | Turco           | 167   | 22        |
| 21 | Kazakistan           | Almaz Kopžasar        | Kim ol                | Kazako          | 159   | 25        |
| 22 | Moldavia             | Pelageya Stefoglo     | Ateş Gibi             | Turco           | 191   | 7         |
| 23 | Sacha-Jacuzia        | Umsuura               | Mokhsoğollor          | Sacha           | 204   | 2         |
| 24 | Oblast' di Tjumen'   | Adilja Tušakova       | Havalarda             | Tataro          | 193   | 4         |
| 25 | Turchia              | Ertan & İsrafil       | Ne yaptıysam olmadı   | Turco           | 179   | 12        |
| 26 | Uiguri kazaki        | Sada Ensemble         | Sevgiyi besle         | Uiguro          | 178   | 14        |

## Altri stati
- Paesi Bassi: dopo aver scelto Elcan Rzayev come cantante[13] e Ana – Vətən[13] come canzone, lo stato si ritira a causa delle restrizioni per la pandemia di Covid-19.[14]
- Svezia: dopo aver scelto Arghavan come cantante[15] e Dirçəliş[15] come canzone, lo stato si ritira.[16]

## Trasmissione dell'evento e commentatori
Oltre alla trasmissione in diretta YouTube, diverse televisioni nazionali hanno trasmesso il festival
| Nazione              | Televisione       | Note   |
| -------------------- | ----------------- | ------ |
| Azerbaigian          | ATV               | [ 17 ] |
| Baschiria            | Salyam TV         | [ 17 ] |
| Bosnia ed Erzegovina | Hayat Music       | [ 17 ] |
| Cipro del Nord       | Kıbrıs Genç TV    | [ 18 ] |
| Gagauzia             | GRT               | [ 17 ] |
| Kazakistan           | Novoe Televidenie | [ 17 ] |
| Kirghizistan         | KTRK Muzik        | [ 17 ] |
| Kirghizistan         | Tumar TV          | [ 17 ] |
| Romania              | Media TV          | [ 19 ] |
| Romania              | Alpha TV          | [ 19 ] |
| Serbia               | RTV Novi Pazar    | [ 19 ] |
| Tatarstan            | BEZ               | [ 20 ] |
| Turchia              | TMB TV            | [ 17 ] |
| Mondo                | YouTube           | [ 17 ] |